# Petrovo (Gevgelija)
Petrovo (macedónul: Петрово) település Észak-Macedóniában, a Délkeleti körzet Gevgelijai járásában.

## Népesség
| Lakosok száma | 394  | 430  | 410  | 431  | 352  | 268  | 269  | 206  | 23   |
|               | 1948 | 1953 | 1961 | 1971 | 1981 | 1991 | 1994 | 2002 | 2021 |

2002-ben 206 lakosa volt, akik közül 204 macedón, 1 bosnyák és 1 szerb.